# Röbbeck (Hesperbach)
Die Röbbeck ist ein geografisch rechtsseitiger Nebenfluss des Hesperbachs in Nordrhein-Westfalen, Deutschland.

## Geographie
Die Röbbeck entspringt an der Nordflanke des Velberter Höhenrückens und verläuft zunächst über 600 m in einem sehr steilwandigen Kerbtal nach Norden durch dichte Buchenwälder und hat dort zahlreiche namenlose Zuflüsse. Unterhalb des Kottens Buschkothen weitet sich das Tal in eine Wiesenlandschaft.
Ca. 1000 m unterhalb der Quelle fließt die Pepes Beeke zu und die Röbbeck verläuft parallel zur Eintrachtstraße in einer schmalen Talaue nach Westen, wo sie im Hefel in den Hesperbach mündet.

## Etymologie
Der gleichnamige Hof Röbbeck in der ehemaligen Bauerschaft Rottberg wurde 1050 erstmals urkundlich erwähnt unter dem Namen Rotbeki, von rod=Rodung.

## Wasserkraft
Die Röbbeck diente bis in die Neuzeit zum Antrieb einer Saisonmühle. 1828 hat die Mühle ein oberschlächtiges Wasserrad und zwei Mahlgänge (Roggen/Weizen). Der nur von Bergwasser gespeiste Zufluss erlaubte keinen Betrieb im Sommer.
Kurz vor der Mündung lag ferner die Hefelschmitt, ein Reckhammer, der 1804 eine von Wilhelm Huffmann betriebene Waffenschmiede war.

## Natur
Entlang der Röbbeck befinden sich zahlreiche Wälder und Wiesen, die zum großen Teil als Landschaftsschutzgebiet ausgewiesen sind, in dem auch seltenere Arten wie Eisvogel, Wasseramsel oder Weinbergschnecke vorkommen.